# Lepus tolai
Lepus tolai là một loài động vật có vú trong họ Leporidae, bộ Thỏ. Loài này được Pallas mô tả năm 1778.
Chúng được tìm thấy ở Trung Á, Mông Cổ, và Bắc và Trung Trung Quốc. Chúng sinh sống ở bán sa mạc, thảo nguyên, môi trường sống đá, và đồng cỏ rừng. Chúng tương đối phổ biến, ngay cả ở những vùng có nhiều người sinh sống, do tốc độ sinh sản nhanh chóng.

## Hình ảnh

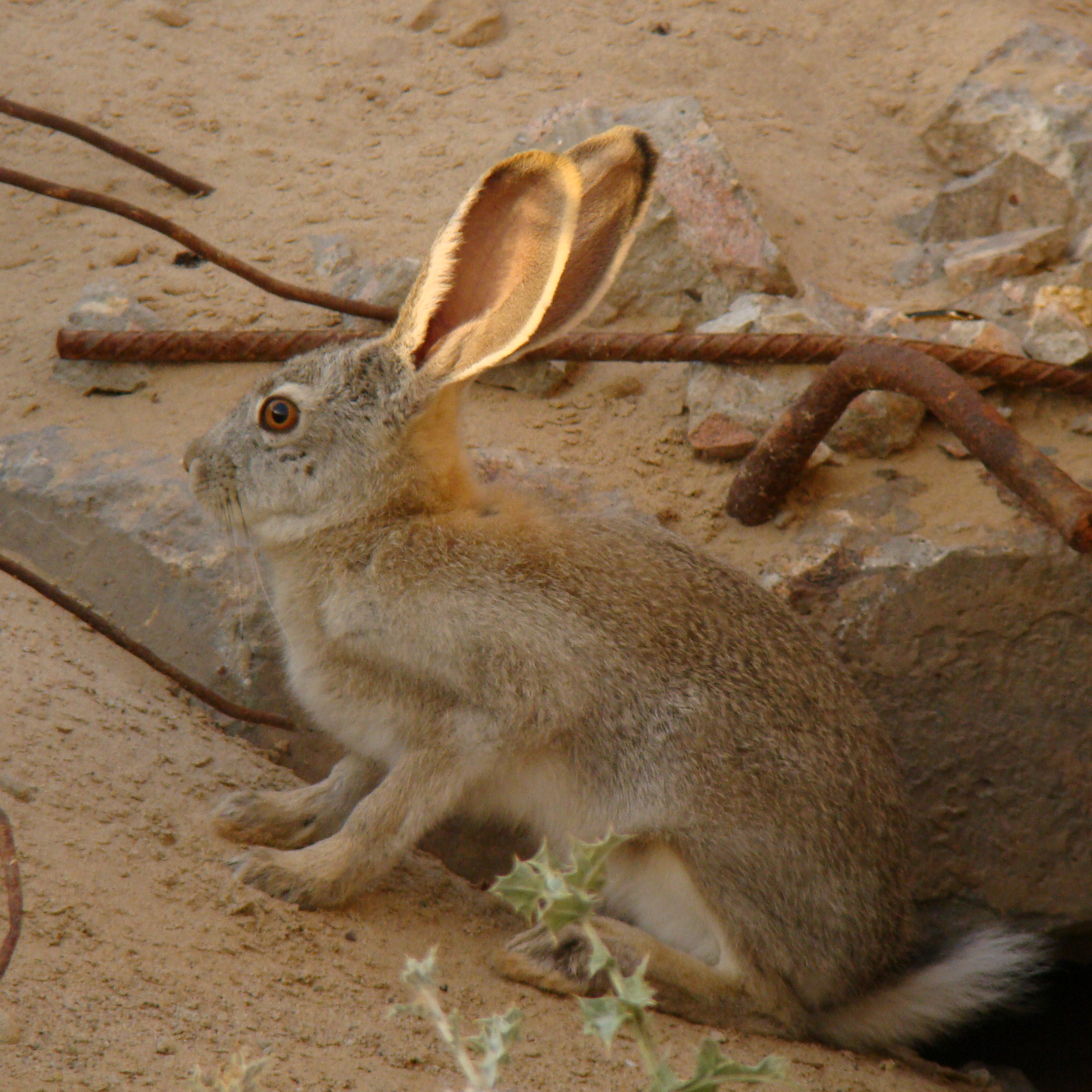
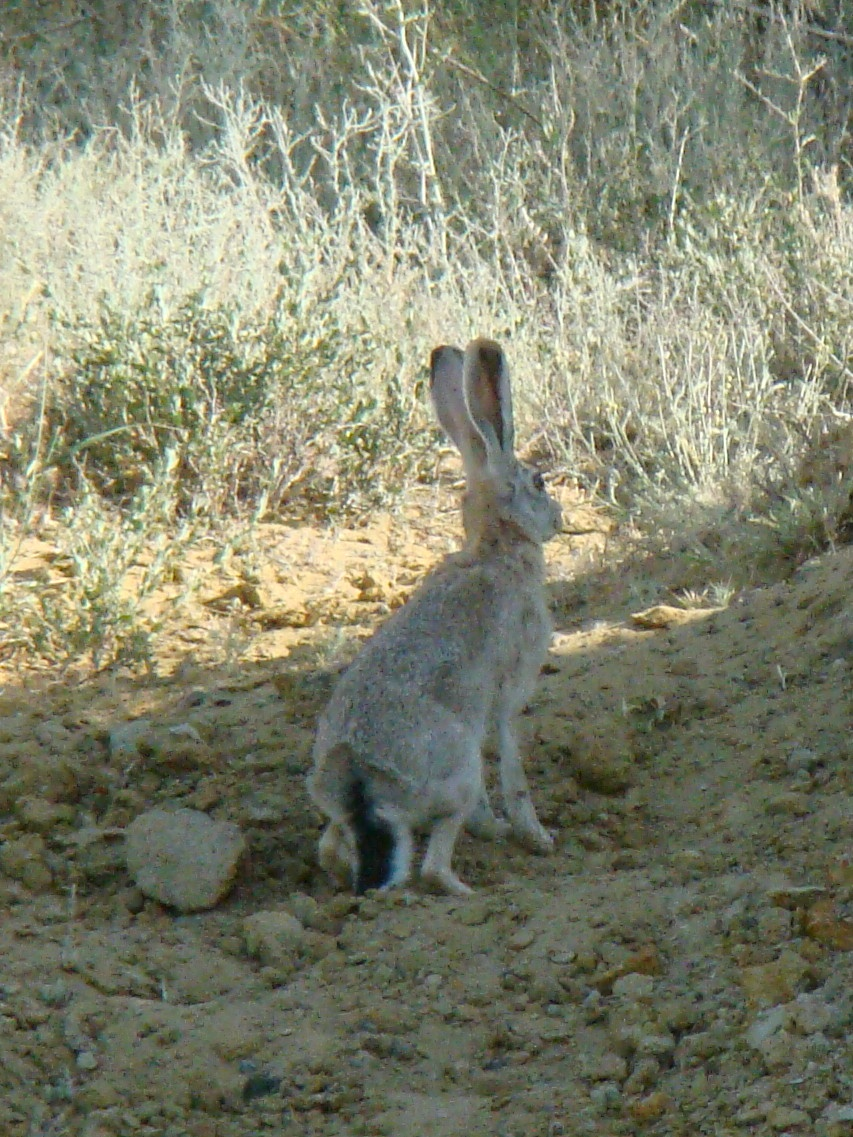
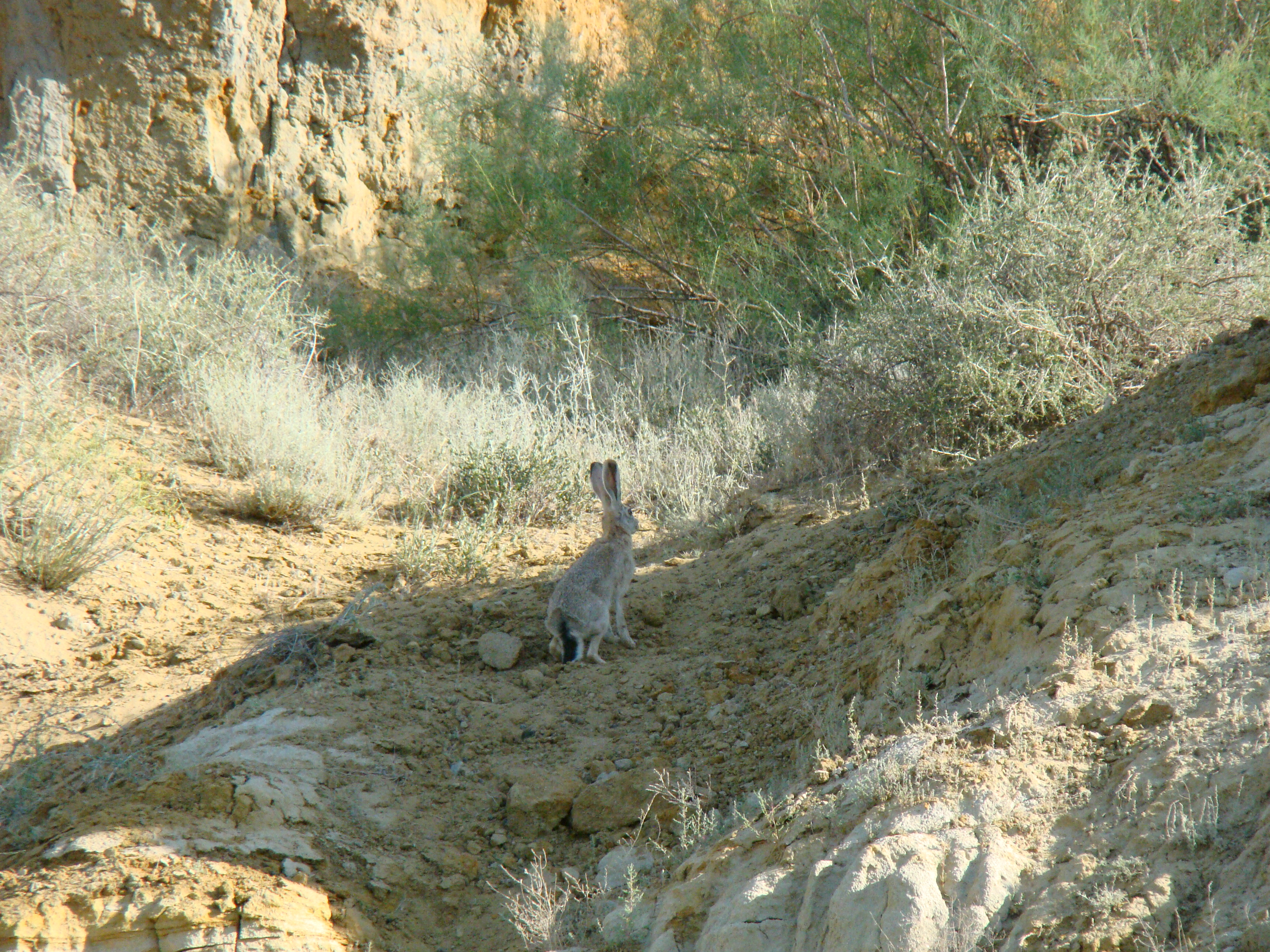
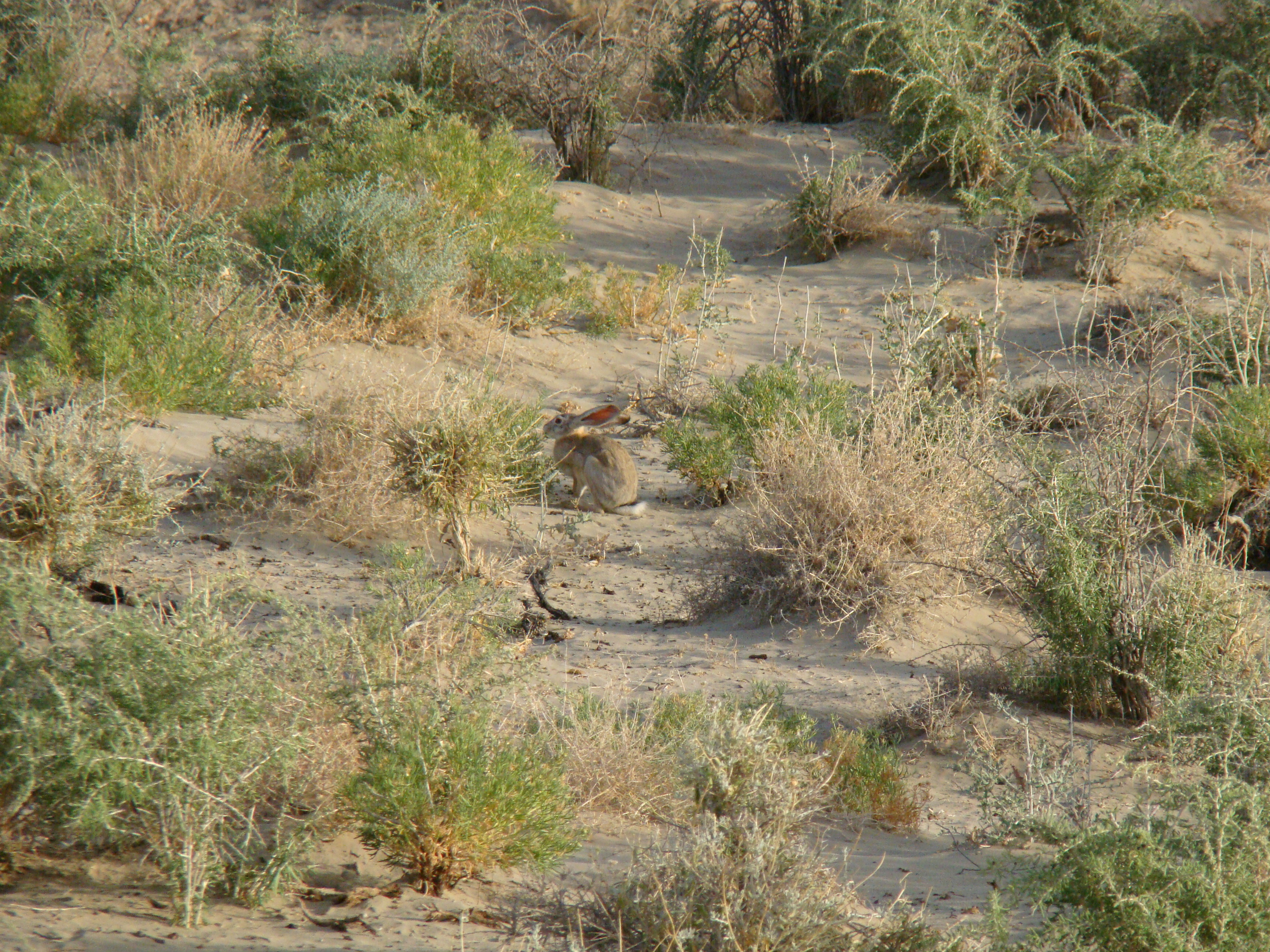